# Organi della chiesa di San Sulpizio a Parigi

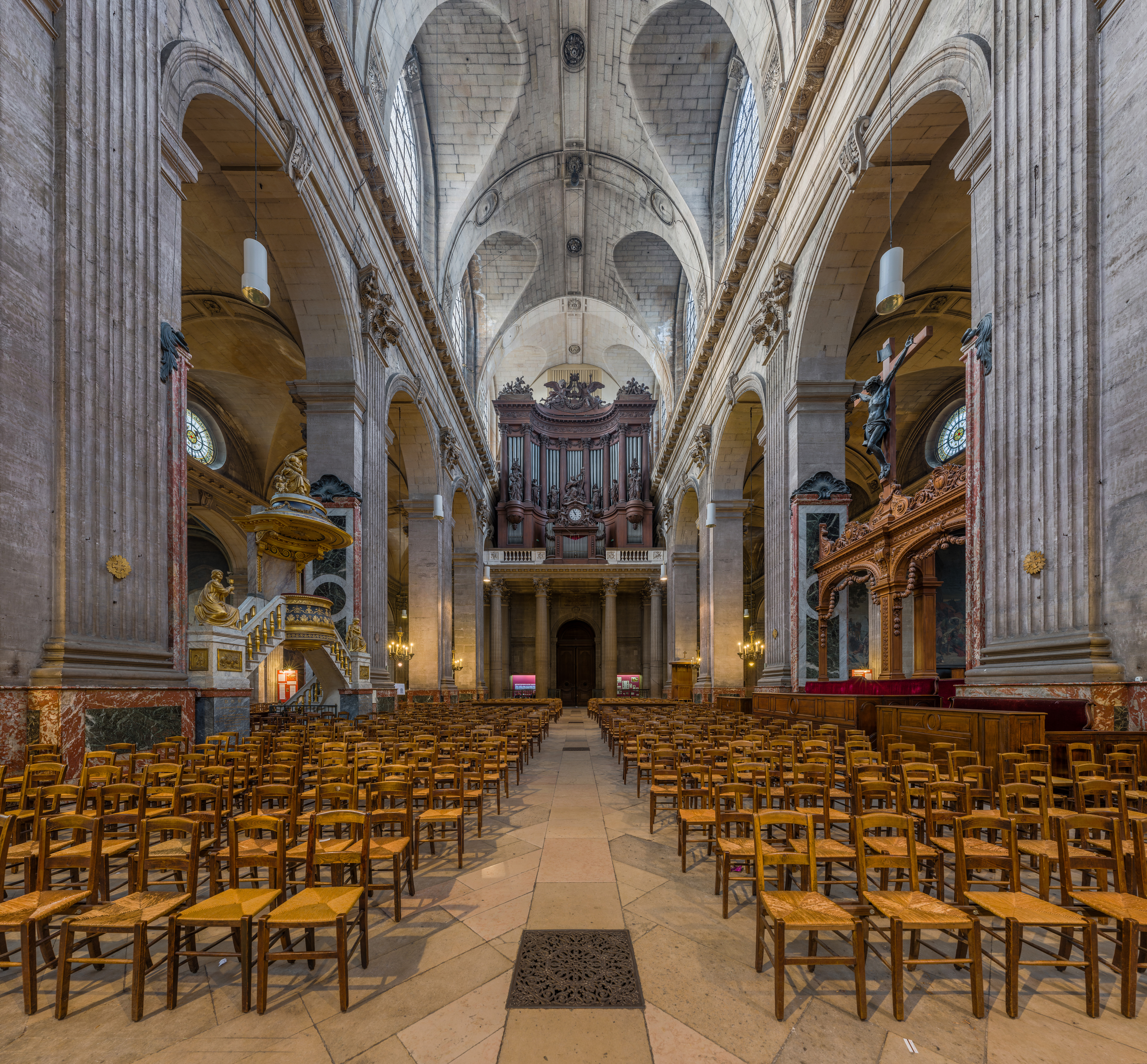
Interno della chiesa verso la controfacciata, con l'organo maggiore.

Gli organi della chiesa di San Sulpizio a Parigi sono quattro.
I due strumenti principali furono costruiti entrambi da Aristide Cavaillé-Coll riutilizzando il materiale di strumenti precedenti:
- l'organo maggiore, situato sulla cantoria in controfacciata, è l'opus 118/63 (1857-1862) e attualmente ha 102 registri su cinque manuali e pedale, per un totale di circa 7000 canne;
- l'organo del coro, situato a pavimento nell'abside, è l'opus 336/324 (1858) e dispone di 22 registri su due manuali e pedale.

La chiesa dispone anche di due organi minori:
- l'organo da continuo, abitualmente situato nella cappella dell'Assunzione, realizzato da Gyula Vági nel 2019;[2]
- l'organo da studio, situato nella cappella ipogea di Gesù Bambino, realizzato dalla ditta Gonzalez nella seconda metà del XX secolo.[3]

Alla chiesa di San Sulpizio sono legati diversi importanti organisti e compositori, tra i quali Louis-Nicolas Clérambault, Louis James Alfred Lefébure-Wély, Charles-Marie Widor, Louis Vierne e Marcel Dupré.
Dal 2023 sono organisti titolari dell'organo maggiore Sophie-Véronique Cauchefer-Choplin (già titolare aggiunta dal 1985) e Karol Mossakowski; Daniel Roth, che lo è stato dal 1985 al 2023, ha attualmente il titolo di emerito.

## Storia
L'attuale chiesa di San Sulpizio a Parigi venne costruita a più riprese tra il 1645 e il 1775, anno in cui venne completata la facciata; essa sorgeva su un luogo di culto più antico, di origine medioevale, che venne demolito nel XVII secolo per lasciar posto al nuovo edificio barocco.

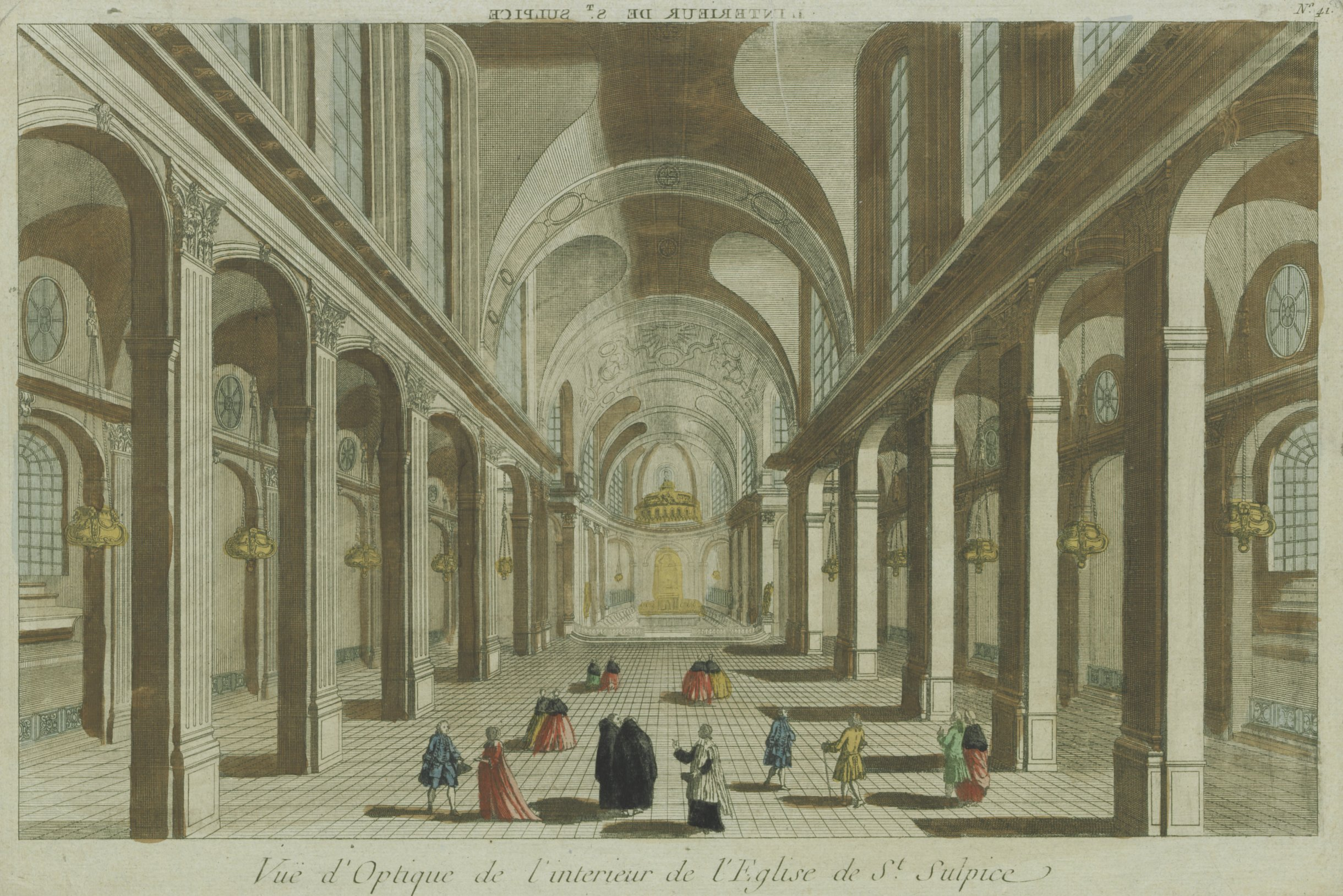
Interno della chiesa di San Sulpizio nel 1790 circa.

La presenza di un organo nella chiesa medievale è testimoniata fin dal XVI secolo. Nel 1614 ne venne costruito uno utilizzando il materiale fonico di quello precedente che venne provvisoriamente collocato nel coro della chiesa edificanda e, successivamente, spostato su una cantoria al lato dell'altare maggiore. Nel 1725 venne sostituito da un nuovo organo, collocato nel transetto. Completato il nuovo edificio, l'organaro François-Henri Clicquot venne incaricato nel 1776 di costruire per esso un grande strumento, che avrebbe trovato luogo sopra la cantoria in controfacciata, all'interno di un'elaborata cassa lignea che venne realizzata nel 1778 dallo scultore François-Joseph Duret su progetto di Jean Chalgrin. L'organo venne completato nell'aprile del 1781 e collaudato da Claude Balbastre, Armand-Louis Couperin e Nicolas Séjan, organisti della cattedrale di Notre-Dame; l'inaugurazione si tenne il 15 maggio dello stesso anno. Lo strumento disponeva di 64 registri disposti su cinque manuali e pedale, per un totale di 4328 canne.
Durante la Rivoluzione francese l'organo non subì atti vandalici. Nel corso del XIX secolo, fu oggetto di una serie di importanti restauri e rimaneggiamenti. Il primo venne condotto a partire dal 1834 da Louis Callinet, il quale dovette sospendere i lavori nel 1838 a causa della crisi dell'azienda; essi vennero rilevati e portati a termine da Pierre-Alexandre Ducroquet (titolare della nuova ditta Daublaine Callinet), tra il 1844 e il 1846; l'organaro adattò ai nuovi gusti dell'epoca lo strumento, installando la leva Barker e la cassa espressiva e sostituendo alcuni registri, che vennero portati a 65.
Di seguito la disposizione fonica:
| I - Positif |         |
| Bourdon     | 16'     |
| Montre      | 8'      |
| Bourdon     | 8'      |
| Flûte       | 8'      |
| Dulciana    | 8'      |
| Prestant    | 4'      |
| Gambe       | 4'      |
| Nasard      | 2.2/13' |
| Doublette   | 2'      |
| Fourniture  |         |
| Cymbale     |         |
| Trompette   | 8'      |
| Clairon     | 4'      |
| Cromorne    | 8'      |
| Basson      | 8'      |
| Hautbois    | 8'      |

| II - Grand-Orgue |        |
| Montre           | 32'    |
| Montre           | 16'    |
| Bourdon          | 16'    |
| Euphóne          | 16'    |
| Montre           | 8'     |
| Bourdon          | 8'     |
| Flûte            | 8'     |
| Salicional       | 8'     |
| Gambe            | 8'     |
| Prestant         | 4'     |
| Grand nasard     | 2.2/3' |
| Doublette        | 2'     |
| Tierce           | 1.3/5' |
| 1e Fourniture    |        |
| 2e Fourniture    |        |
| Cymbale          |        |
| Cornet           |        |
| Bombarde         | 16'    |
| 1e Trompette     | 8'     |
| 2e Trompette     | 8'     |
| 1e Clairon       | 4'     |
| 2e Clairon       | 4'     |
| Clarinette       | 8'     |

| III - Bombarde |     |
| Cornet         |     |
| Bombarde       | 16' |
| Trompette      | 8'  |
| Clairon        | 4'  |

| IV - Récit expressif |     |
| Bourdon              | 16' |
| Bourdon              | 8'  |
| Flûte                | 8'  |
| Flûte harmonique     | 8'  |
| Prestant             | 4'  |
| Cornet               |     |
| Cor anglais          | 16' |
| Hautbois             | 8'  |
| Trompette            | 8'  |
| Voix humaine         | 8'  |

| Pédale       |     |
| Flûte        | 32' |
| Flûte        | 16' |
| Bourdon      | 16' |
| 1e Flûte     | 8'  |
| 2e Flûte     | 8'  |
| Flûte        | 4'  |
| Bombarde     | 32' |
| Bombarde     | 16' |
| Basson       | 16' |
| 1e Trompette | 8'  |
| 2e Trompette | 8'  |
| Clairon      | 4'  |

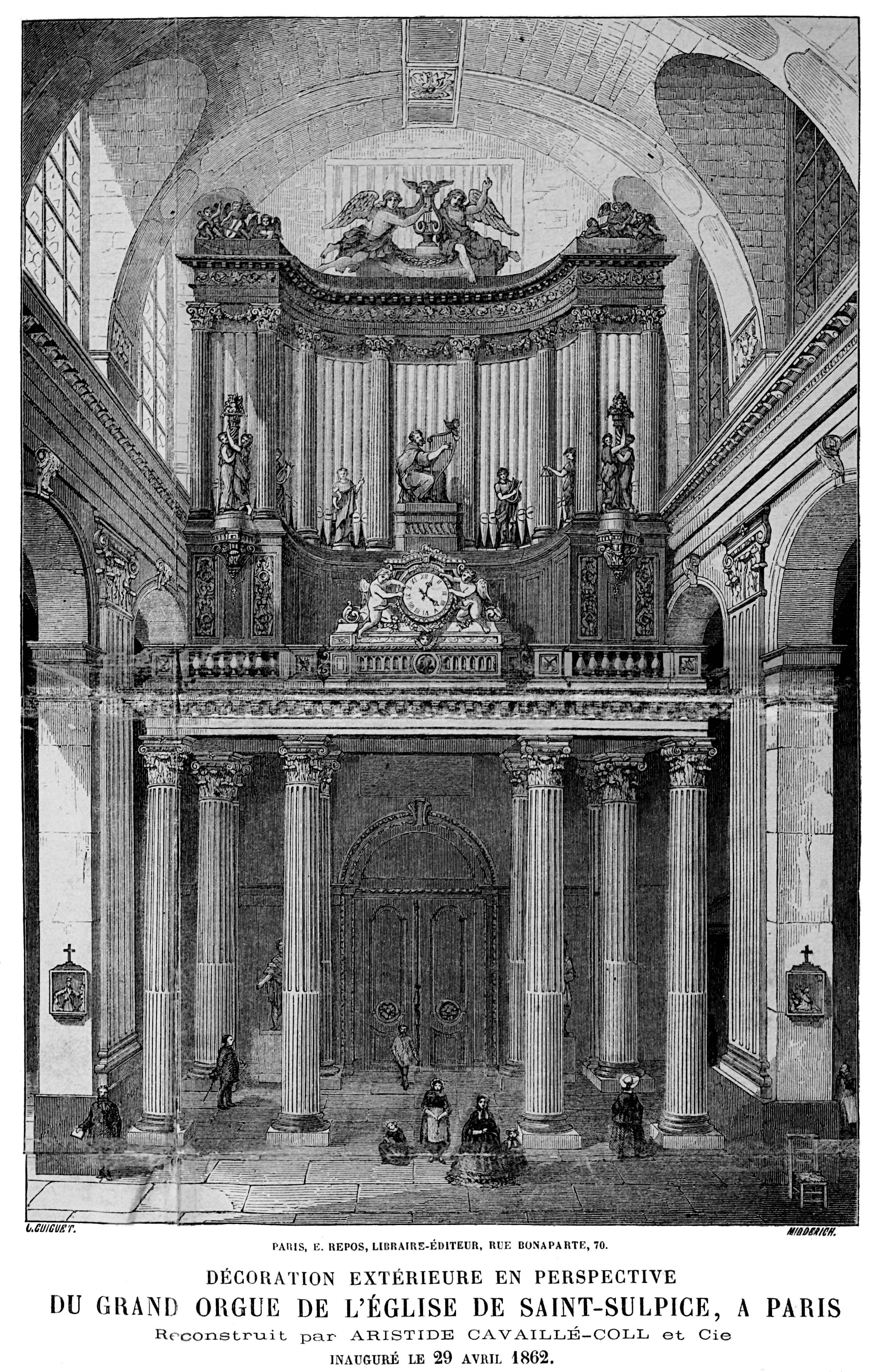
Il nuovo organo Cavaillé-Coll in un'incisione del 1862.

L'esito di tale intervento lasciò insoddisfatto sia il clero parrocchiale, sia l'organista, tanto che, quando nel 1855 Aristide Cavaillé-Coll (originariamente chiamato solo per effettuare una manutenzione straordinaria) propose una ricostruzione dello strumento, la proposta venne accettata: i lavori cominciarono nel 1857 per terminare nel 1862 (opus 118/63).
Cavaillé-Coll mantenne circa il 40% del materiale fonico di Clicquot e costruì uno strumento grandioso, con 100 registri per un totale di 6706 canne, paragonabile soltanto ai due organi considerati all'epoca i migliori: quello della cattedrale di Liverpool, costruito da Henry Wills, e quello del duomo di Ulma, di Walcker. Nell'organo di Saint-Sulpice, l'organaro introdusse una nuova tipologia di consolle: a differenza delle consolle precedenti, che avevano i pomelli dei registri posti parallelamente alle tastiere, in essa questi, dato il loro alto numero, per facilitare l'organista, erano stati disposti a semicerchio. Un'altra innovazione fu l'introduzione di uno dei primi esempi di combinazione meccanica libera, possibile grazie alla Leva Barker.
Di seguito la disposizione fonica originaria dello strumento:
| I - Grand-Chœur   |     |
| Salicional        | 8'  |
| Octave            | 4'  |
| Grosse fourniture | IV  |
| Grosse cymbale    | VI  |
| Plein jeu         | IV  |
| Cornet            | V   |
| Bombarde          | 16' |
| Basson            | 16' |
| 1ère Trompette    | 8'  |
| 2ème Trompette    | 8'  |
| Basson            | 8'  |
| Clairon           | 4'  |
| Clairon doublette | 2'  |

| II - Grand-Orgue     |         |
| Principal harmonique | 32'-16' |
| Montre               | 16'     |
| Bourdon              | 16'     |
| Flûte conique        | 16'     |
| Montre               | 8'      |
| Diapason             | 8'      |
| Bourdon              | 8'      |
| Flûte harmonique     | 8'      |
| Flûte traversière    | 8'      |
| Flûte a pavillon     | 8'      |
| Quinte               | 5.1/3'  |
| Prestant             | 4'      |
| Doublette            | 2'      |

| III - Bombarde   |        |
| Soubasse         | 16'    |
| Flûte conique    | 16'    |
| Principal        | 8'     |
| Flûte harmonique | 8'     |
| Bourdon          | 8'     |
| Gambe            | 8'     |
| Violoncelle      | 8'     |
| Keraulophone     | 8'     |
| Flûte octaviante | 4'     |
| Prestant         | 4'     |
| Grosse quinte    | 5.1/3' |
| Octave           | 4'     |
| Grosse tierce    | 3.1/5' |
| Quinte           | 2.1/3' |
| Octavin          | 2'     |
| Cornet           | V      |
| Bombarde         | 16'    |
| Trompette        | 8'     |
| Clairon          | 4'     |
| Baryton          | 8'     |

| IV - Positif         |        |
| Violon basse         | 16'    |
| Quintaton            | 16'    |
| Quintaton            | 8'     |
| Flûte traversière    | 8'     |
| Salicional           | 8'     |
| Viole de gambe       | 8'     |
| Unda maris           | 8'     |
| Flûte douce          | 4'     |
| Flûte octaviante     | 4'     |
| Dulciane             | 4'     |
| Quinte               | 2.2/3' |
| Doublette            | 2'     |
| Tierce               | 1.3/5' |
| Larigot              | 1.1/3' |
| Piccolo              | 1'     |
| Plein jeu harmonique | III-VI |
| Trompette            | 8'     |
| Carinette            | 8'     |
| Clairon              | 4'     |
| Euphone              | 8'     |

| V - Récit expressif  |        |
| Quintaton            | 16'    |
| Bourdon              | 8'     |
| Violoncelle          | 8'     |
| Prestant             | 4'     |
| Doublette            | 2'     |
| Fourniture           | IV     |
| Cymbale              | V      |
| Basson et hautbois   | 8'     |
| Voix humaine         | 8'     |
| Cromorne             | 8'     |
| Cor anglais          | 16'    |
| Voix céleste         | 8'     |
| Flûte harmonique     | 8'     |
| Flûte octaviante     | 4'     |
| Dulciana             | 4'     |
| Nazard               | 2.2/3' |
| Octavin              | 2'     |
| Cornet               | V      |
| Bombarde             | 16'    |
| Trompette            | 8'     |
| Trompette harmonique | 8'     |
| Trémolo              |        |

| Pédale          |     |
| Principal       | 32' |
| Contre-basse    | 16' |
| Soubasse        | 16' |
| Flûte           | 8'  |
| Violoncelle     | 8'  |
| Flûte           | 4'  |
| Contre-bombarde | 32' |
| Bombarde        | 16' |
| Basson          | 16' |
| Trompette       | 8'  |
| Ophicléide      | 8'  |
| Clairon         | 4'  |

Lo strumento venne suonato pubblicamente per la prima volta il 19 aprile 1862 per la Veglia pasquale; il concerto inaugurale ebbe luogo il seguente 29 aprile e fu tenuta da César Franck, Camille Saint-Saëns, Alexandre Guilmant, Auguste Bazille e l'allora organista titolare, Georges Schmitt.

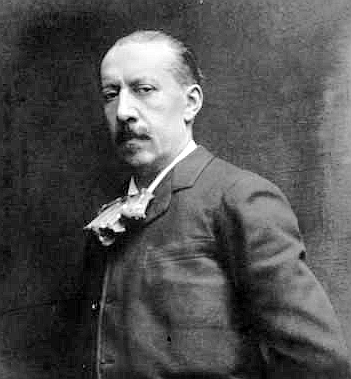
Charles-Marie Widor.

Aristide Cavaillé-Coll intervenne più volte sull'organo; la prima poco dopo il termine della costruzione, su richiesta del nuovo organista titolare, Louis James Alfred Lefébure-Wély, che fece aggiungere tre accessori, quali un pedaletto per simulare il rumore del tuono, un congegno per simulare il rumore della grandine e un usignolo. Poi, nel 1883, effettuò un intervento di manutenzione straordinaria (opus 581). L'organo di San Sulpizio valse alla ditta costruttrice la medaglia d'oro da parte della Société d'encouragement pour l'industrie nationale, il 6 aprile 1864.
Allo stesso organaro, nel 1858, venne affidata la costruzione di un secondo organo a canne (opus 336/324) da collocarsi al centro dell'abside e destinato ad accompagnare i canti, dopo che quello del transetto era stato venduto in seguito alla costruzione dell'organo maggiore. Il nuovo strumento aveva 22 registri su due manuali e pedale e venne restaurato una prima volta dal costruttore nel 1868, poi da Charles Mutin agli inizi del XX secolo e infine nel 1981 da Jacques Picaud.
Nel 1903 Charles Mutin operò un importante intervento di restauro su indicazioni di Charles-Marie Widor, nel corso del quale venne effettuata una reintonazione generale, venne cambiato l'ordine dei manuali (Bombarde, rinominato Solo, venne spostato al quinto in sostituzione del Récit expressif, calato al terzo in luogo del Positif, spostato al secondo), e molti registri furono sostituiti con altri. Nel 1933, in occasione del pensionamento di Widor dopo 64 anni di servizio come organista, vennero aggiunti al pedale dalla ditta Pleyel-Cavaillé-Coll due registri (Principal 16' e Principal 8'), situati fuori cassa e collegati con trasmissione pneumatica. L'organista avrebbe voluto pagare personalmente i due nuovi registri, tuttavia essi vennero offerti dalla parrocchia come riconoscenza per il suo operato.

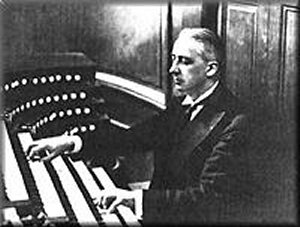
Marcel Dupré alla consolle dell'organo maggiore.

Tra il 1988 e il 1991, su iniziativa dell'organista titolare Daniel Roth (nominato nel 1985), l'organo è stato oggetto di un accurato restauro filologico ad opera di Jean Renaud. In virtù dell'ottimo lavoro svolto, l'organaro è stato successivamente nominato dal ministero della cultura francese cavaliere dell'Ordine delle arti e delle lettere.
Fra i musicisti illustri che si sono succeduti come organisti titolari della chiesa di San Sulpizio vi sono Louis-Nicolas Clérambault (titolare dal 1714 al 1749 dell'organo secentesco del coro), Louis James Alfred Lefébure-Wély (dal 1863 al 1869), Charles-Marie Widor (dal 1869 al 1933, il quale inizialmente, alla luce della sua giovane età, era stato assunto per un anno di prova, al termine del quale, pur non essendo stata ufficializzata la sua nomina a organista titolare a tempo indeterminato, svolse tale ruolo de facto per altri 63 anni) e Marcel Dupré (dal 1934 al 1971); Louis Vierne fu vice-organista dal 1892 al 1900, anno in cui venne nominato titolare dell'organo maggiore della cattedrale di Notre-Dame.
L'organo maggiore è classificato come monumento storico di Francia sia relativamente alla cassa (dal 20 febbraio 1905), che alla parte strumentale (dall'11 settembre 1978).

## Organo maggiore

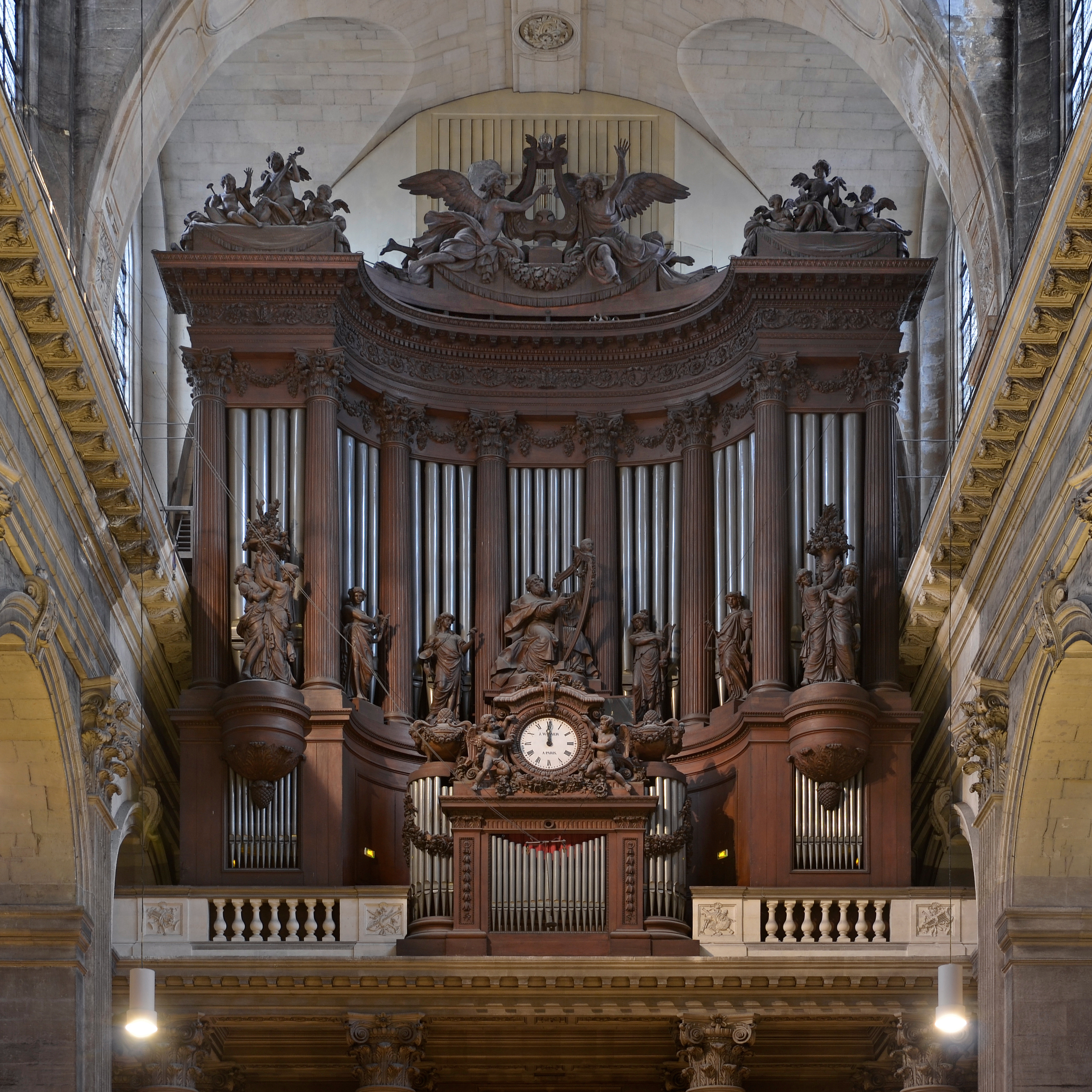
L'organo maggiore.

L'organo a canne Cavaillé-Coll opus 118/63 è situato al di sopra della cantoria in controfacciata; quest'ultima, con il pavimento alla stessa altezza dell'innesto delle arcate a tutto sesto che dividono la navata centrale dalle due laterali, è sorretta da due file di sei alte colonne corinzie scanalate, ed è delimitata da una balaustra marmorea.
Lo strumento è a trasmissione meccanica con leva Barker, ad eccezione dei due registri Principale 16' e Principale 8' del Pedale, aggiunti nel 1933, che sono a trasmissione pneumatica. I registri sono 102, per un totale di 135 file e circa 7000 canne, che ne fanno uno degli organi più grandi della città di Parigi.
Lo strumento è racchiuso all'interno della cassa neoclassica, realizzata nel 1778 dallo scultore François-Joseph Duret su progetto di Jean Chalgrin, riccamente decorata con sculture e intagli; essa idealmente forma un peristilio che si sviluppa attorno ad un'esedra centrale, con un alto cornicione sorretto da colonne corinzie, tra le quali vi sono le canne di facciata, in parte occultate da sculture a tutto tondo; quest'ultime raffigurano rispettivamente: Re David citaredo (al centro), quattro Angeli musicanti e le Allegorie dell'abbondanza (alle estremità); il coronamento della cassa è costituito da angeli che sorreggono strumenti musicali. Al centro della balaustra della cantoria vi è il finto positivo tergale, il quale cela la consolle; esso è sormontato da un orologio sostenuto da due puttini.

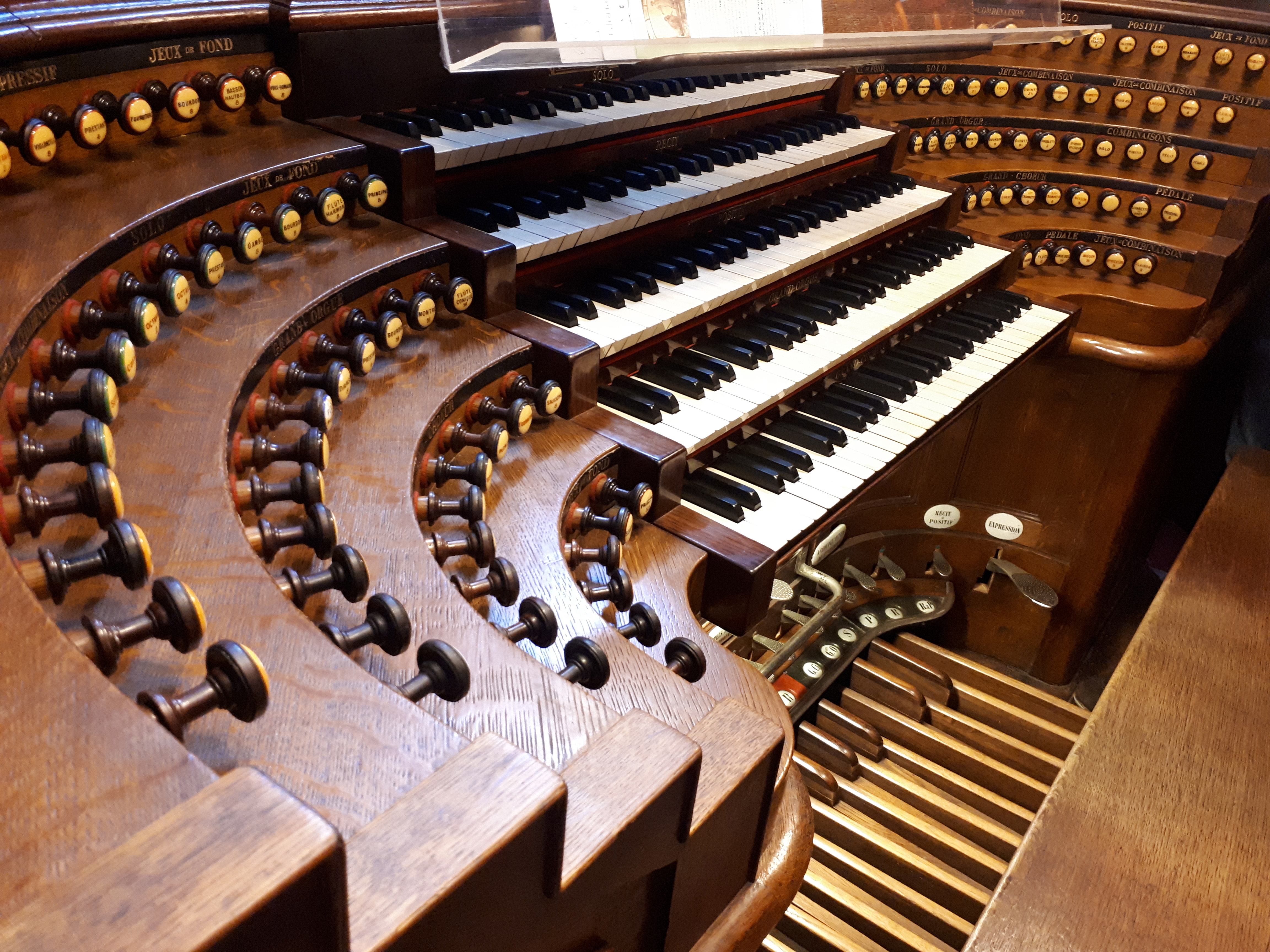
La consolle.

Il materiale fonico si articola su tre piani sovrapposti: all'interno della cassa, Grand-Chœur (primo manuale) e Grand-Orgue (secondo manuale) sono collocati all'altezza delle canne di facciata, mentre Positif (terzo manuale) e Solo (quinto manuale) si trovano ad un livello superiore; le canne del Pédale, poi, si articolano in due corpi simmetrici alle estremità laterali dello strumento, più in basso rispetto alle altre; infine, il Récit expressif (quarto manuale), che racchiude anche il materiale fonico dell'originario positivo tergale, è posto al di sopra della copertura della cassa, con ampia griglia espressiva visibile dalla navata.
La consolle è posta al centro della cantoria, rivolta verso la navata, fissa e indipendente. Le tastiere sono cinque e dispongono di 56 note ciascuna, con estensione Do1-Sol5; la pedaliera, invece, è dritta ed ha 30 note con estensione Do1-Fa3. I registri sono azionati da pomelli ad estrazione, con i nomi riportati su tondini in porcellana; a causa dell'elevato numero di tali comandi, per la prima volta Cavaillé-Coll adottò la soluzione di disporli su gradoni non più paralleli ai manuali, bensì ad emiciclo.  Tra i pedaletti posti al di sopra della testiera, quello all'estrema destra (più grande rispetto agli altri) comanda la griglia espressiva del quarto manuale: è a scorrimento verticale e prevede tre differenti posizioni ad incastro. L'organo è dotato anche di un sistema di combinazione aggiustabile pneumatico, che consente di preparare una combinazione per ciascuna divisione e richiamabile tramite pomello (Grand-Chœur e Grand'Orgue hanno un unico pomello in comune).
Di seguito la disposizione fonica dello strumento:
C = registro di Clicquot.

CC = registro di Cavaillé-Coll.

D = registro di Ducroquet.

DC = registro di Daublaine-Callinet.

M = registro di Mutin.

PCC = registro di Pleyel-Cavaillé-Coll

R = registro di Renaud.
| I - Grand-Chœur    |        |      |
| Salicional         | 8'     | DC   |
| Octave             | 4'     | CC   |
| Fourniture IV      | 4'     | C    |
| Cymbale VI         | 1.1/3' | C    |
| Plein-jeu IV       | 1'     | C    |
| Cornet V           | 8'     | C    |
| Clairon-doublette  | 2'     | CC   |
| Bombarde           | 16'    | C    |
| Basson             | 16'    | CC   |
| Première trompette | 8'     | C    |
| Deuxième trompette | 8'     | C    |
| Basson             | 8'     | CC   |
| Clairon            | 4'     | C+CC |

| II - Grand-Orgue     |        |        |
| Montre               | 16'    | C      |
| Principal harmonique | 16'    | C      |
| Bourdon              | 16'    | C      |
| Flûte conique        | 16'    | CC     |
| Bourdon              | 8'     | C      |
| Montre               | 8'     | C      |
| Diapason             | 8'     | D      |
| Flûte harmonique     | 8'     | C+CC   |
| Flûte traversière    | 8'     | CC     |
| Flûte a pavillon     | 8'     | D      |
| Quinte               | 5.1/3' | C+D+CC |
| Prestant             | 4'     | C+CC   |
| Doublette            | 2'     | C      |

| III - Positif               |        |        |
| Fonds                       |        |        |
| Violon basse                | 16'    | CC     |
| Quintadon                   | 16'    | CC     |
| Salicional                  | 8'     | C+D+CC |
| Viole de gambe              | 8'     | DC     |
| Unda maris                  | 8'     | CC     |
| Quintaton                   | 8'     | DC     |
| Flûte traversière           | 8'     | CC     |
| Flûte douce                 | 4'     | DC     |
| Flûte octaviante            | 4'     | DC     |
| Dulciane                    | 4'     | DC     |
| Combinaisons                |        |        |
| Quinte                      | 2.1/3' | C+CC   |
| Doublette                   | 2'     | CC     |
| Tierce                      | 1.3/5' | C      |
| Larigot                     | 1.1/3' | C      |
| Piccolo                     | 1'     | C      |
| Plein-jeu harmonique III–VI | 1.1/3' | CC     |
| Basson                      | 16'    | CC     |
| Baryton                     | 8'     | C+CC   |
| Trompette                   | 8'     | C      |
| Clairon                     | 4'     | C      |

| IV - Récit expressif |        |      |
| Fonds                |        |      |
| Quintaton            | 16'    | C    |
| Diapason             | 8'     | M    |
| Violoncelle          | 8'     | CC   |
| Voix céleste         | 8'     | CC   |
| Bourdon              | 8'     | C    |
| Prestant             | 4'     | C    |
| Doublette            | 2'     | C    |
| Fourniture V         | 1.1/3' | C+R  |
| Cymbale IV           | 2/3'   | C+R  |
| Basson-hautbois      | 8'     | C+CC |
| Cromorne             | 8'     | C    |
| Voix humaine         | 8'     | C    |
| Combinaisons         |        |      |
| Flûte harmonique     | 8'     | CC   |
| Flûte octaviante     | 4'     | CC   |
| Dulciane             | 4'     | DC   |
| Nazard               | 2.1/3' | C+DC |
| Octavin              | 2'     | CC   |
| Cornet V             | 8'     | C    |
| Bombarde             | 16'    | CC   |
| Trompette            | 8'     | CC   |
| Clairon              | 4'     | CC   |
| Machine à grêle      |        |      |
| Rossignol            |        |      |
| Trémolo              |        |      |

| V - Solo                        |        |         |
| Fonds                           |        |         |
| Bourdon                         | 16'    | C       |
| Flûte conique                   | 16'    | CC      |
| Principal                       | 8'     | C+DC+CC |
| Bourdon                         | 8'     | CC      |
| Flûte harmonique                | 8'     | DC+CC   |
| Violoncelle                     | 8'     | CC      |
| Gambe                           | 8'     | CC      |
| Kéraulophone                    | 8'     |         |
| Prestant                        | 4'     | C       |
| Flûte octaviante                | 4'     | DC      |
| Trompette harmonique en chamade | 8'     | DC+CC   |
| Combinaisons                    |        |         |
| Octave                          | 4'     | CC      |
| Quinte                          | 5.1/3' | DC      |
| Tierce                          | 3.1/5' | CC      |
| Quinte                          | 2.1/3' | CC      |
| Septième                        | 2.1/7' | M       |
| Octavin                         | 2'     | CC      |
| Cornet V                        | 8'     | C       |
| Bombarde                        | 16'    | CC      |
| Trompette                       | 8'     | C       |
| Clairon                         | 4'     | C       |

| Pédale       |     |      |
| Fonds        |     |      |
| Principal    | 32' | C+CC |
| Principal    | 16' | PCC  |
| Contrebasse  | 16' | C+DC |
| Soubbasse    | 16' | C    |
| Principal    | 8'  | PCC  |
| Flûte        | 8'  | C    |
| Violoncelle  | 8'  | D+R  |
| Flûte        | 4'  | C+DC |
| Combinaisons |     |      |
| Bombarde     | 32' | C+CC |
| Bombarde     | 16' | C+CC |
| Basson       | 16' | DC   |
| Trompette    | 8'  | C+DC |
| Ophicléide   | 8'  | C    |
| Clairon      | 4'  | C    |

1. ↑  inizia da Do3; Do3-Re#4: 8'; Mi34-Sol5: 16'.
2. ↑  Do1-Si2: 2'; Do3-Si3: 4'; Do4-Sol5: 8'.
3. ↑  Do1-Si2: 2'; Do3-Si3: 4'; Do4-Sol5: 8'.
4. ↑  da Re3.
5. ↑  da Re3.
6. ↑  battente su Salicional 8'.
7. ↑  Do1-Re#3: 4'; Mi3-Sol5: 16'.
8. ↑  1 fila, inserisce anche Violoncelle 8'.
9. ↑  da Do3.
10. ↑  le prime due ottave sono in comune con Bourdon 16'.
11. ↑  Do1-Re#3: 4'; Mi3-Re#4: 8'; Mi4-Sol5: 16'.
12. ↑  Do1-Re#3: 4'; Mi3-Re#4: 8'; Mi4-Sol5: 16'.

### Organisti titolari

Schema interattivo in lingua francese della consolle dell'organo Cavaillé-Coll, secondo l'attuale (2024) disposizione dei comandi.

- Nicolas Pescheur (nel 1601 o nel 1614)
- Vincent Coppeau (1618-1651 circa)
- Guillame Gabriel Nivers (1651 circa-1702
- Jean Baptiste Totin (1702-1714)
- Louis-Nicolas Clérambault (1715-1749)
- César François Clérambault (1749–1760)
- Evrard Dominique Clérambault (1761–1773)
- Claude Etienne Luce (1773–1783)
- Nicolas Séjan (1783–1819)
- Louis Nicolas Séjan (1819–1849)
- Georg Schmitt (1850–1863)
- Louis James Alfred Lefébure-Wély (1863–1869)
- Charles-Marie Widor (1869-1933)
- Marcel Dupré (1934-1971)
- Françoise Renet (1971-1973, ad interim)
- Jean-Jacques Grunenwald (1973–1982)
- Françoise Renet (1982-1985, ad interim)
- Daniel Roth (1985-2023)
- Sophie-Véronique Cauchefer-Choplin (dal 2023)
- Karol Mossakowski (dal 2023)

## Organo del coro

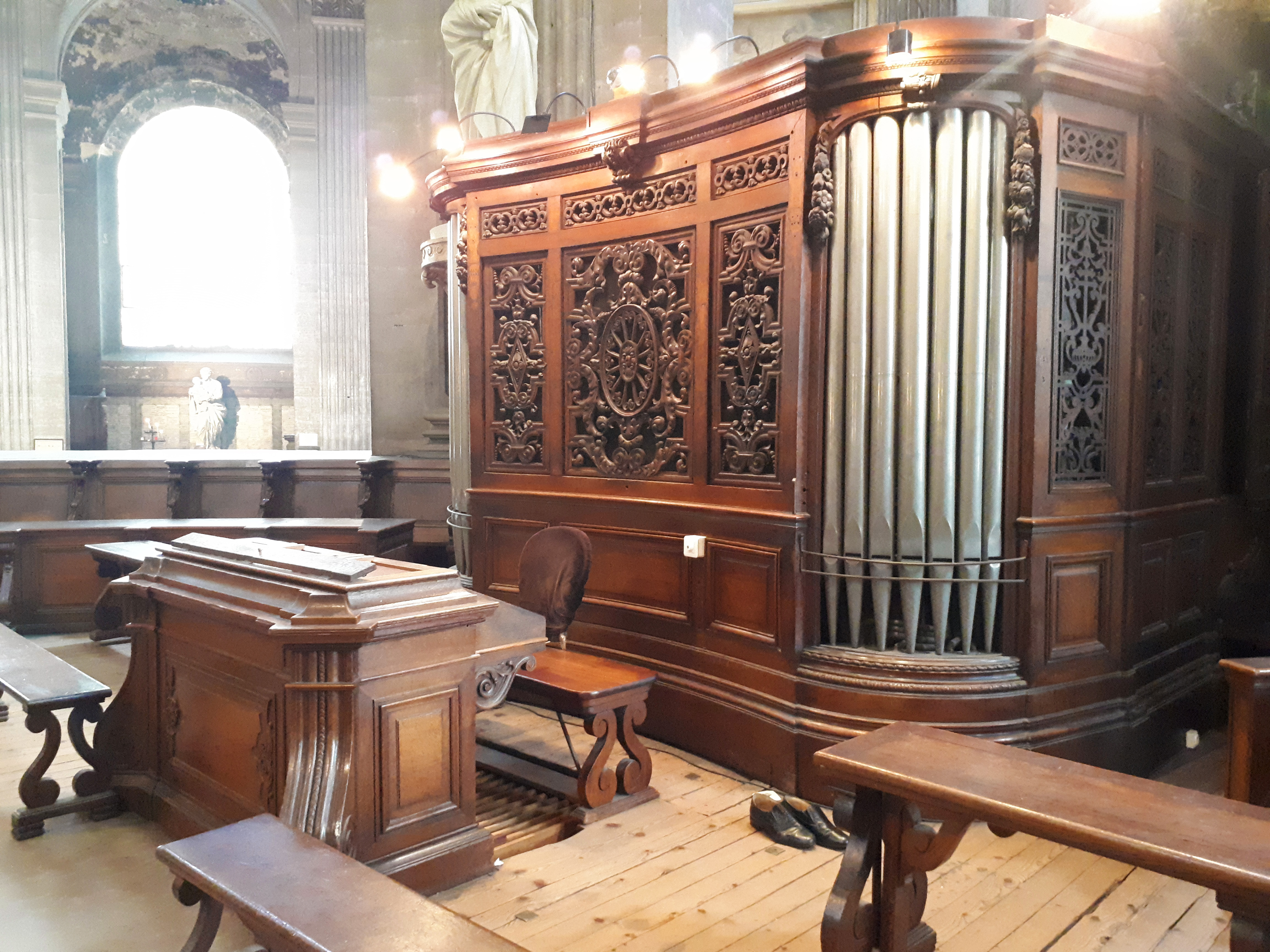
L'organo del coro.

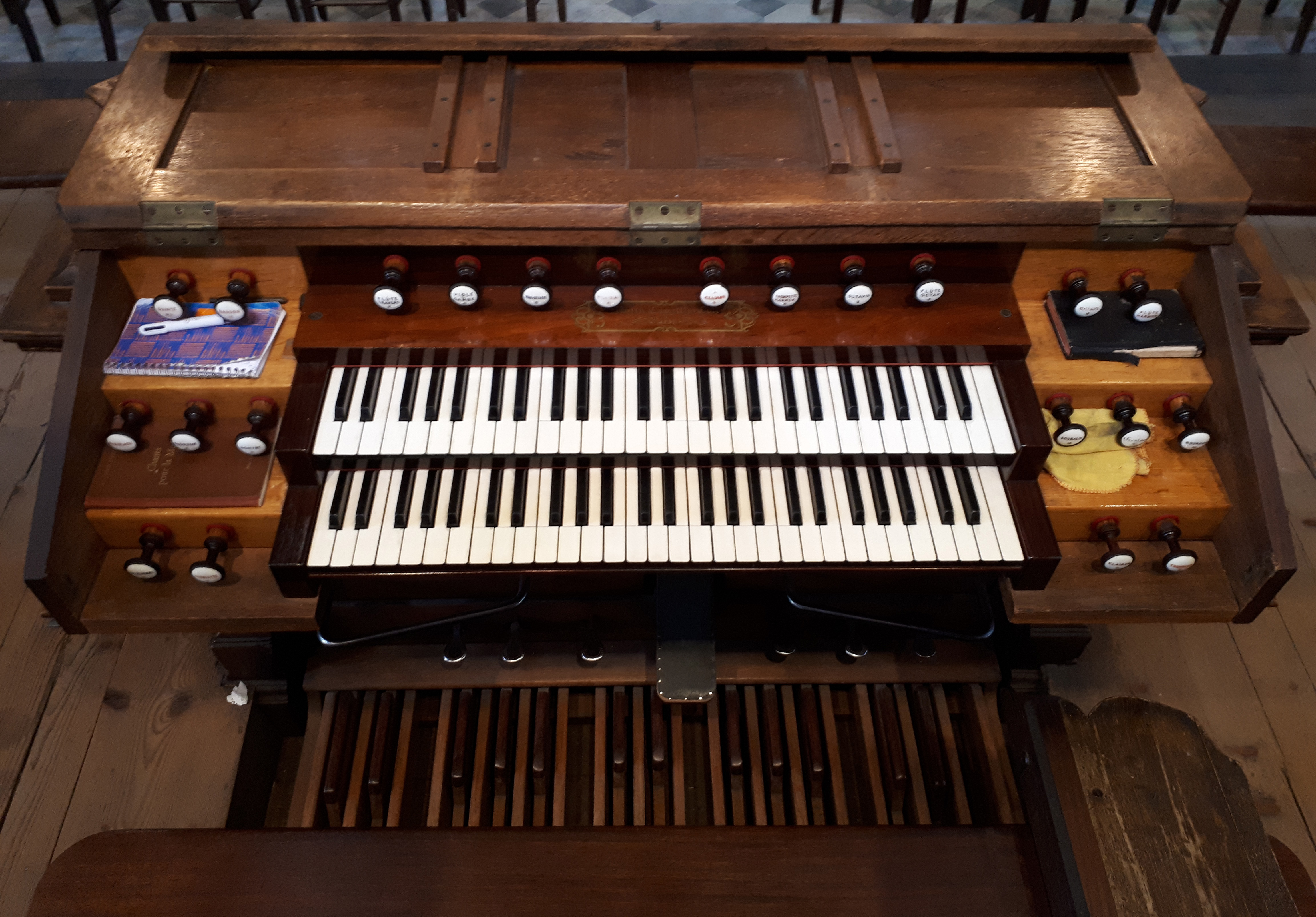
La consolle dell'organo del coro.

L'opus 336/324 di Aristide Cavaillé-Coll è l'organo a canne del coro. Esso è situato a pavimento al disotto dell'arcata centrale dell'abside semicircolare della chiesa, in asse con l'altare maggiore barocco.
Lo strumento dispone di 22 registri, per un totale di 24 file, ed è a trasmissione integralmente meccanica. Il materiale fonico è alloggiato all'interno di una cassa lignea squadrata che, sul prospetto rivolto verso il coro e il presbiterio, presenta una griglia finemente intagliata, posta tra due gruppi di canne con bocche a mitria allineate orizzontalmente.
La consolle, indipendente, è fissa, ed è posta lungo l'asse longitudinale della chiesa, rivolta verso il presbiterio; essa dispone di due tastiere di 54 note ciascuna (Do1-Fa5) e pedaliera dritta (leggermente incassata rispetto alla pedana su cui si trova la consolle) di 30 note (Do1-Fa3). I registri sono azionati da tiranti a pomello disposti su più file orizzontali ai lati e al di sopra dei manuali, con i nomi su tondi di porcellana. La disposizione fonica è la seguente:
| I - Grand-Orgue  |        |
| Bourdon          | 16'    |
| Montre           | 8'     |
| Salicional       | 8'     |
| Flûte harmonique | 8'     |
| Bourdon          | 8'     |
| Prestant         | 4'     |
| Octave           | 4'     |
| Quinte           | 2.2/3' |
| Doublette        | 2'     |
| Plein-jeu        | III    |
| Basson           | 16'    |
| Trompette        | 8'     |
| Clairon          | 4'     |

| II - Récit expressif |    |
| Flûte traversière    | 8' |
| Viole de gambe       | 8' |
| Voix céleste         | 8' |
| Flûte octaviante     | 4' |
| Octavin              | 2' |
| Cor anglais          | 8' |
| Trompette harmonique | 8' |
| Clarion              | 4' |

| Pédale   |     |
| Soubasse | 16' |

## Organo da continuo
L'organo da continuo è abitualmente collocato nella cappella dell'Assunzione e viene di volta in volta spostato all'interno della chiesa di San Sulpizio secondo necessità. Si tratta di un organo positivo a cassapanca realizzato nel 2019 dall'ungherese Gyula Vági. Lo strumento, di modeste dimensioni, è interamente racchiuso entro una cassa lignea a forma di parallelepipedo, che si apre verso l'esterno con grigliati cruciformi lungo le pareti laterali e anteriore; da quella posteriore, invece, sporgono l'unica tastiera, di 51 note (Do1-Re5) e i pomelli dei registri; non c'è pedaliera. L'organo è a trasmissione integralmente meccanica e dispone di 3 registri, con la seguente disposizione fonica:
| Manual    |    |
| Gedackt   | 8' |
| Flauto    | 4' |
| Principal | 2' |

## Organo da studio
Nella cappella del Bambino Gesù, facente parte degli ambienti sotterranei della chiesa e corrispondente alla soprastante cappella assiale, si trova un organo attualmente impiegato come strumento da studio e realizzato dalla ditta Gonzalez nella seconda metà del XX secolo; esso è collocato a pavimento, lungo il lato sinistro, con cassa di fattura geometrica al centro della quale sporge la consolle, la quale dispone di due tastiere e pedaliera. Di seguito la disposizione fonica:
| I - Grand-Oruge |    |
| Bourdon         | 8' |
| Prestant        | 4' |
| Cymbale         | II |

| II - Récit expressif |    |
| Quintaton            | 8' |
| Flûte                | 4' |
| Doublette            | 2' |

| Pédale   |     |
| Soubasse | 16' |
| Bourdon  | 8'  |
| Bourdon  | 4'  |